# 문화로 (인천)
문화로(文化路)는 인천광역시 미추홀구 관교동 교통공원사거리에서 남동구 간석동 주원삼거리까지 이르는 인천광역시의 도로로, 총 연장은 2.68 km이다.

## 개요
해당 도로명은 동측으로 접해 있는 인천광역시문화예술회관에서 따온 것으로 보인다. 또한 이 도로의 동측에는 시점에서 종점까지 전 구간에 걸쳐 공원이 자리잡고 있다.

## 사진

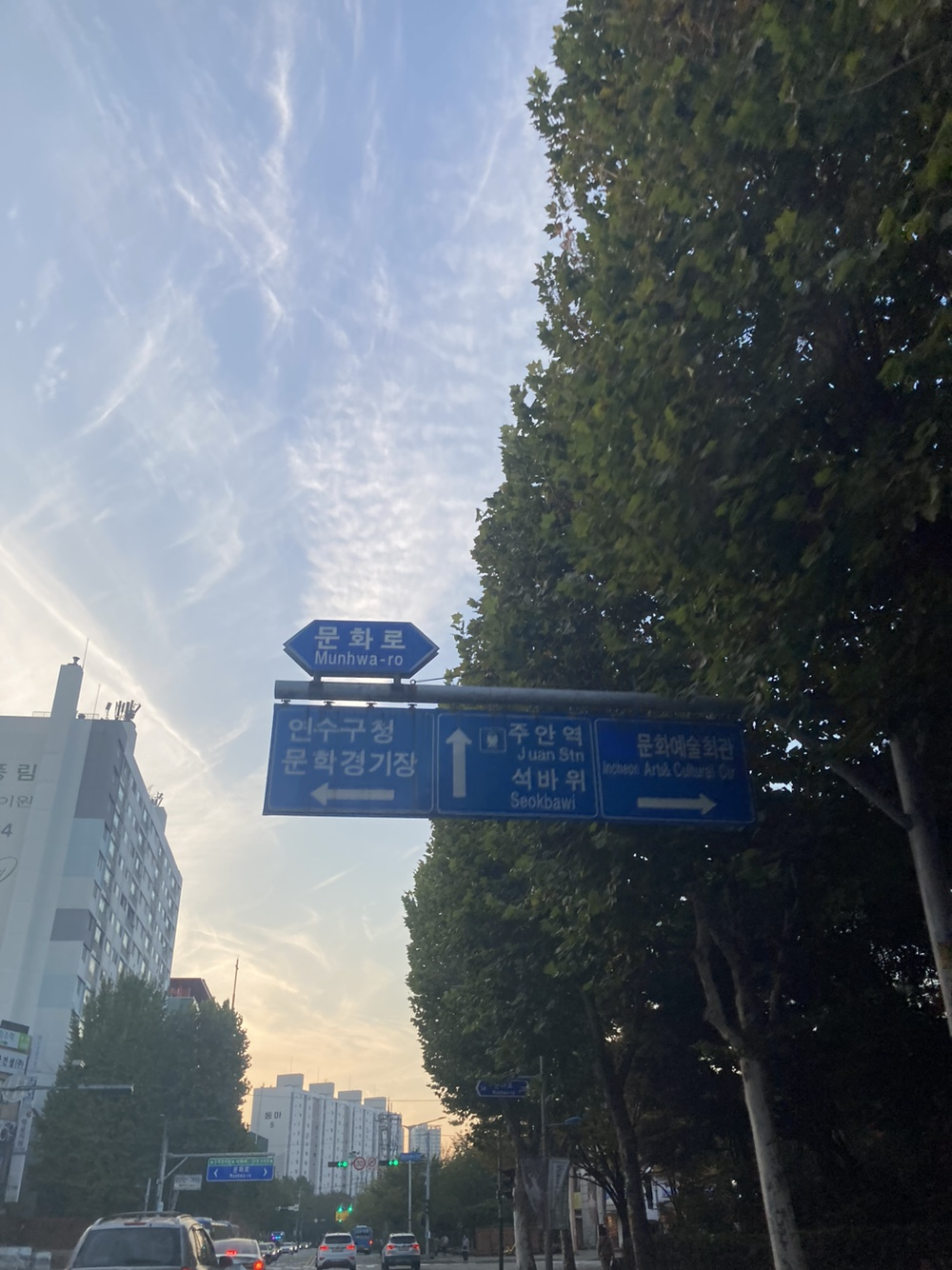
인하로 방면에서 바라본 문화로 표지판
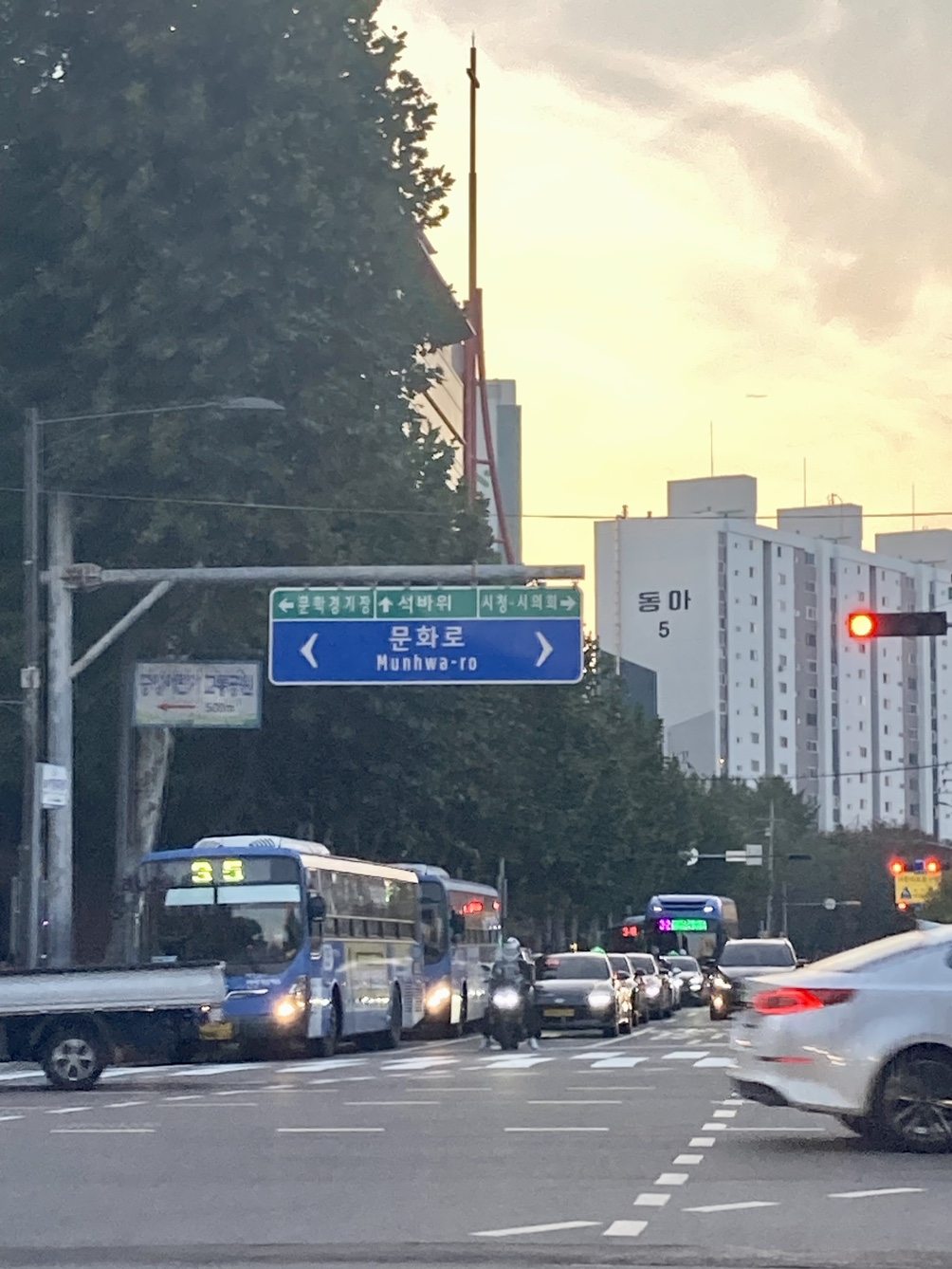
인하로 방면에서 바라본 문화로 표지판
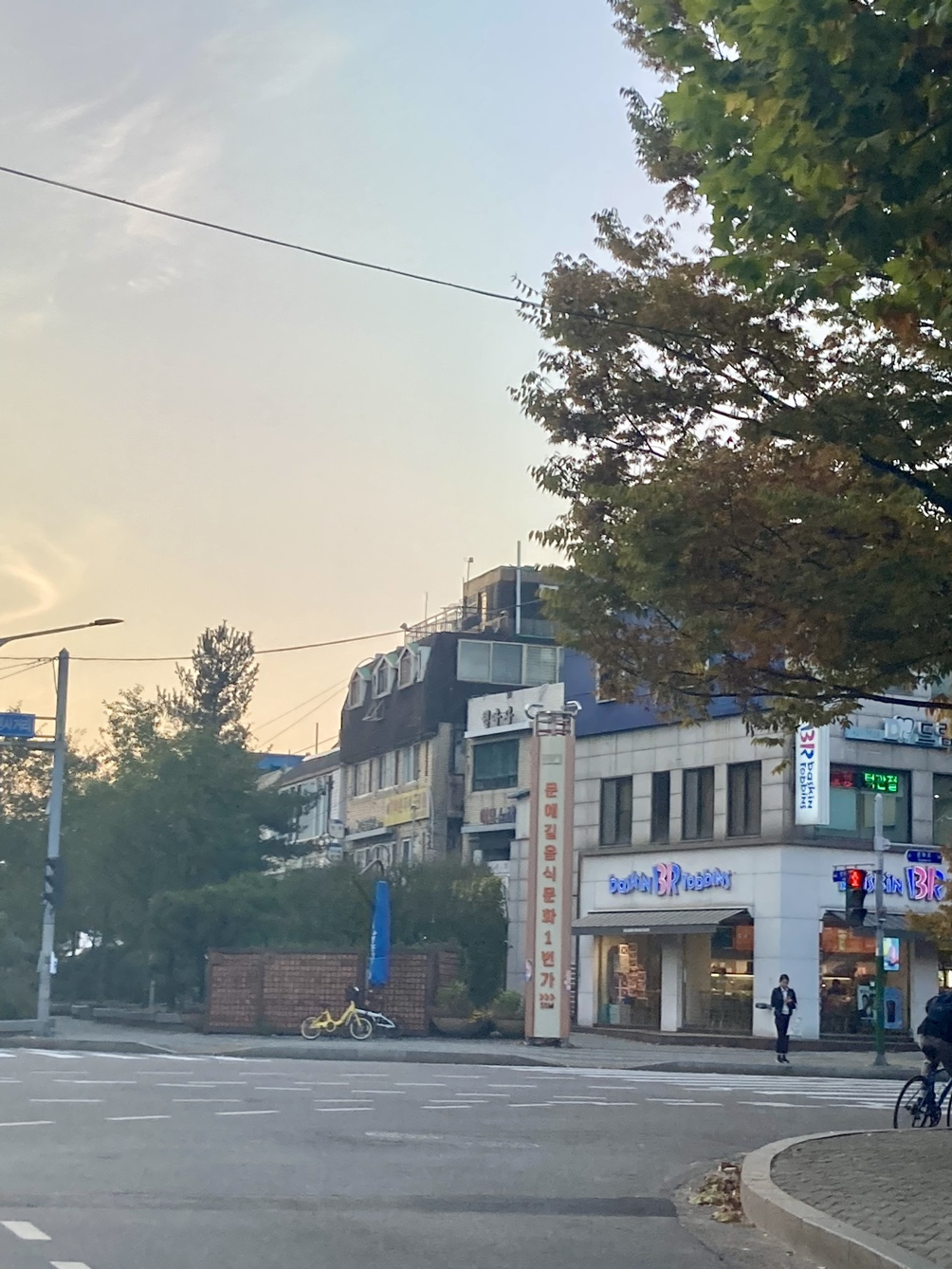
문화로, 문예길음식문화1번가

## 지리

### 통과하는 지자체
- 미추홀구
  - 관교동
- 남동구
  - 구월동 - 간석동

### 접촉하는 도로
- 매소홀로
- 인하로
- 인주대로
- 구월남로
- 구월로
- 석산로
- 경인로

### 주변에 있는 시설
- 중앙공원
- 인천광역시문화예술회관
- 파리바게트 인천터미널점
- 상일리베가구 관교점
- 레이디가구 관교전시장
- 삼익가구 관교점
- 라자가구 관교전시장
- 바로크가구
- 이디야커피 인천구월문화점
- GS25 구월문화점
- 도미노피자 구월점
- GS25 구월올림픽점
- 카페라비타 구월점
- 인천문화아트홀
- 인천 고용복지플러스센터
- 고헤어
- 건설회관빌딩
- 현대자동차공업사
- 대우재LH아파트
- 훌랄라참숯불치킨 간석1점
- 행복으로가는교회
- 타이어프로 간석점
- 타이어테크 인천점
- 현대모비스 태양상사
- 주안복지재단
- GS칼텍스 보문주유소

### 철도 연계역
- 인천 도시철도 1호선 : 인천시청역, 예술회관역
- 인천 도시철도 2호선 : 인천시청역

## 같이 보기
- 인천중앙공원